# セルジュ・チェリビダッケ

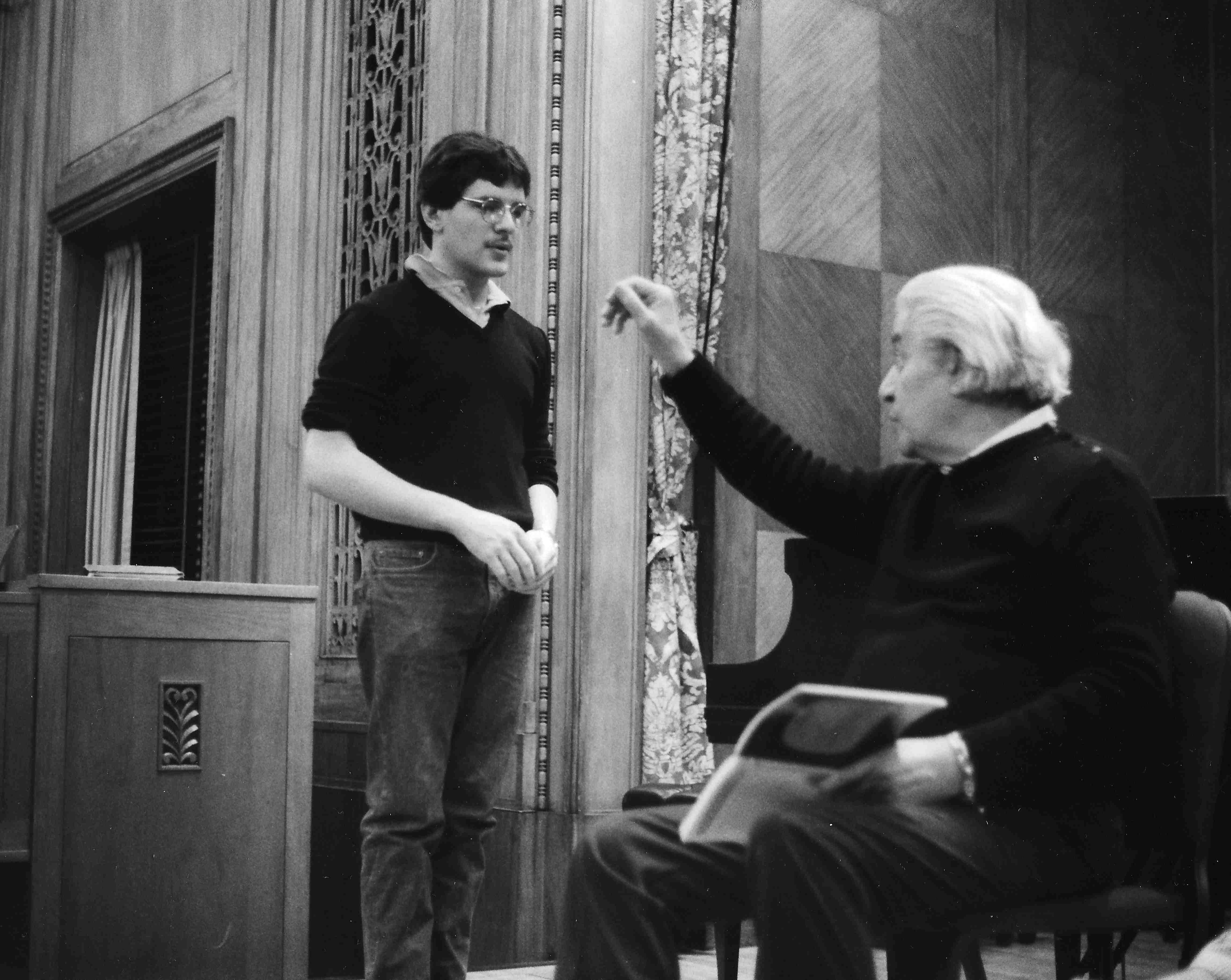
チェリビダッケ（右）と指導を受けるデイヴィッド・バーナード（カーティス音楽学校にて・1984年）

セルジュ・チェリビダッケ（セルジウ・チェリビダッケとも、Sergiu Celibidache ([ˈserd͡ʒju t͡ʃelibiˈdake], 1912年7月11日 - 1996年8月14日）は、ルーマニアに生まれ、ドイツで活躍した指揮者、作曲家。

## 人物・来歴
1912年、ルーマニア王国のローマン生まれ。第一次世界大戦中にヤシに転居、21歳頃まで同地で過ごす。6歳頃からピアノを学びはじめるが、これが直接音楽家を目指す契機にはならなかったようで、27歳になるまで天職を決めかねていたと告白している。父親は彼を政治家にしたがっていたという。ユダヤ文化の中心地であったヤシで育ちユダヤ人と深く交流したため、イディッシュ語も堪能であったばかりでなく、多くの言語に精通したポリグロットであった。また晩年には仏教に改宗し、日本でも多く参禅を行なっている。1996年 死去。84歳没。

## 指揮者として

### ベルリン時代
チェリビダッケは初めパリに留学したが、1936年にベルリンに移り、フリードリヒ・ヴィルヘルム大学やベルリン音楽大学で音楽、数学、哲学などを学んだ。戦時中もベルリンに留まり、同地で終戦を迎えることになる。
戦後、ベルリン・フィルハーモニー管弦楽団の常任指揮者だったフルトヴェングラーら有名指揮者たちはナチスとの関係をとがめられ謹慎生活に入り、ロシア出身のレオ・ボルヒャルトが同楽団の暫定首席指揮者となるが、わずか3か月後に米軍の誤射で亡くなってしまう。チェリビダッケはこれを機にベルリン・フィルの指揮台に立つことになるが、その経緯についてははっきりしない。採用の直前に、ベルリン放送交響楽団の指揮者コンクールで優勝しているが、それとの直接的な関係も必ずしも定かではない。 いずれにせよ、チェリビダッケはボルヒャルト死去のわずか6日後にベルリン・フィルの野外コンサートで指揮者デビューを飾る。曲はロッシーニの『セビリアの理髪師』序曲とウェーバーのファゴット協奏曲、そしてドヴォルザークの交響曲第9番『新世界より』であった。その後、暫定的にではあるがベルリン・フィルの首席指揮者に就任した。
1945年当時、チェリビダッケには学生オーケストラを除けば本格的な指揮の経験はほとんどなく、ベルリン・フィルを指揮しながら広大なレパートリーを開拓していった。それはバロック、古典派から近現代の作曲家まで膨大なものに及び、しかも（協奏曲を除き）その全てを暗譜で指揮した。活動初期は評論家の受けもよく、ベルリン・フィルを多く指揮し、フルトヴェングラーの後継候補と謳われた。フルトヴェングラーを深く尊敬していた彼は、フルトヴェングラーの非ナチ化裁判に協力するため奔走し、2年後の1947年にフルトヴェングラーがベルリン・フィルに復帰するのを手助けした。フルトヴェングラーも、チェリビダッケが恒久的な首席指揮者の地位に収まることを望んでいたといわれるが、多くの団員はフルトヴェングラーこそが本来の首席指揮者であり、チェリビダッケの登用は過渡的なものとみなしていた。オーケストラや（とくに年配の）団員たちにとって、チェリビダッケの非妥協的なリハーサルや、しばしば独裁的な気質は不評であり、一方チェリビダッケからみれば、首席指揮者として十分な発言権がないことに不満が溜まっていった。

### 国際的な客演指揮者として
こうした雰囲気に嫌気がさしたチェリビダッケはベルリン・フィルと距離を置き、ロンドンでの客演活動を始め、さらにヨーロッパ全域から中南米にいたるまで客演の範囲を拡大していった。チェリビダッケとフルトヴェングラーとの友情も失われ、1952年にフルトヴェングラーが「終身首席指揮者」に復帰すると、事態はより決定的となった。この時期、チェリビダッケとベルリン・フィル周辺の関係は破綻していたが、一方でベルリン・フィルでの指揮活動は聴衆や批評家から圧倒的な支持を受けており、1953年にベルリン市の「音楽芸術賞」、1954年には功労十字大勲章を、1955年にはドイツ批評家協会賞を受賞している。
聴衆や批評家はチェリビダッケに熱狂し、オーケストラの団員や幹部は反発を強めるという状況のなか、フルトヴェングラーが肺炎で倒れ、事態は急展開する。1954年11月、フルトヴェングラーが死の病に伏しているさなか、チェリビダッケは『ドイツ・レクイエム』のリハーサルで大衝突を起こし、それから38年後の1992年3月31日に時の大統領ヴァイツゼッカーに請われて最初で最後の復帰を果たすまで、ベルリン・フィルを指揮することはなかった。
フルトヴェングラーの死後、その後継者としてベルリン・フィルはヘルベルト・フォン・カラヤンを選出する。チェリビダッケはその後しばらくイタリアを中心に活動し、サンタ・チェチーリア国立アカデミー管弦楽団やイタリア放送協会 (RAI) に所属する複数のオーケストラ（トリノ、ローマ、ミラノ他）などで客演を重ねた。1960年から1963年まではデンマーク王立管弦楽団、1963年から1971年まではスウェーデン放送交響楽団との結びつきを強めた。
1971年6月に、南ドイツ放送交響楽団（のちのシュトゥットガルト放送交響楽団）創立25周年コンサートでの指揮が好評を博したのがきっかけで、翌1972年に定期客演指揮者となる。以降1977年まで実質的な芸術監督として活動をし、同楽団の水準をドイツの有力オーケストラにまで引き上げた。

### ミュンヘン・フィル時代
客演指揮者として各地を転々とし、行く先々で評価を得てきたチェリビダッケであったが、1979年6月、ルドルフ・ケンペの後任を探していたミュンヘン・フィルハーモニー管弦楽団の首席指揮者に就任する。きっかけは同年2月のミュンヘン・フィルにおける初指揮で、この演奏会が圧倒的な成功を収めたことだった。チェリビダッケは、新団員の多数採用、団員給与のバイエルン放送交響楽団並みへの引き上げ、プログラムや招聘する指揮者やソリストの決定に対する強い発言権など、厳しい条件を提示したが、そのほぼ全てが認められたといわれている。また晩年にはミュンヘン市の芸術監督に就任した。
シュトゥットガルト放送交響楽団とは、放送用の録画が本人の意に沿わない「編集」を行われた、という理由で1982年を最後に決別した。
日本では、最初FMによるシュトゥットガルト放送交響楽団の放送で「幻の指揮者」としてファンを増やしていった。1977年秋と1978年春に単身で来日を果たし、読売日本交響楽団に客演、1980年にはロンドン交響楽団と来日した。手兵ミュンヘン・フィルとは1986年以降1990年、1992年、1993年と頻繁に訪れた。1986年の公演でのブルックナーの交響曲第5番以降、ブルックナーは来日公演の主要なレパートリーとなり、1990年10月にミュンヘン・フィルとともに来日した時は、ブルックナーの交響曲第4番、第7番、第8番を指揮して、7番、8番はハイビジョンによる録画も行われている。
アメリカには、フィラデルフィアのカーティス音楽学校の校長だったジョン・デ・ランシーの要請で、1984年に同校で指揮を教えた。そして、同校学生オーケストラを連れてカーネギーホールで開いたコンサートは、その素晴らしさでニューヨークの音楽界に衝撃を与えた。ニューヨーク著名の音楽評論家ジョン・ロックウェルは「いままで25年間ニューヨークで聴いたコンサートで最高のものだった。しかも、それが学生オーケストラによる演奏会だったとは！」とのコラムを掲載した。
チェリビダッケは相当な毒舌で知られ、ミュンヘン市当局は他の指揮者（クラウス・ウムバッハ）への批判を金で黙らせたとされる。また、カール・ベームが晩年にミュンヘン・フィルに客演しようとした際、チェリビダッケの毒舌（ベームを「芋袋」「ドンゴロス野郎」と呼んでいた）を耳にし、それを演奏契約解除の通告と見做して出演を取りやめた、という逸話も残っている。反面、ベームが病気のため指揮できなくなったロンドン交響楽団の演奏会をわずか1日のリハーサルで引き受けるなど、その本音はよく分からない。かつてチェリビダッケの毒舌（カラヤンはじめ他の指揮者を批判）が新聞の紙面を賑わせた際には、見かねたカルロス・クライバーが天国にいるアルトゥーロ・トスカニーニからの手紙という形をとり「ブルックナーは”あなたのテンポは全て間違っている”と言っています。天国でもカラヤンは人気者です」とユーモアに託した反論のテレックスを打ったということもあった。
1980年、ミュンヘン・フィルハーモニー管弦楽団の首席トロンボーン奏者のオーディションの際、チェリビダッケはブラインド・オーディション（衝立で姿形を隠した状態での選考）で女性トロンボーン奏者のアビー・コナントの演奏を聴いて絶賛した。しかしコナントが女性だと分かるとチェリビダッケは彼女を敵視し、コナントの入団後は特に理由もないのに首席奏者から2番奏者に降格させるなどの嫌がらせを行った。本件は裁判沙汰となり、コナントが勝訴している。

### エピソード等
チェリビダッケは厳しいリハーサルを行うことで知られ、例えば、読売日本交響楽団とのリハーサルでは、チューニングだけに数十分を要したと伝えられている。
1947年から1948年頃のフルトヴェングラーとともに行ったベルリン・フィルのイギリス演奏旅行と前後して、チェリビダッケは初めての公式のレコーディングを行っている。ベルリン・フィルを指揮してのメンデルスゾーンのヴァイオリン協奏曲、プロコフィエフの『古典交響曲』などがその最初期のもので、その直後にはロンドン・フィルハーモニー管弦楽団を指揮してモーツァルトの交響曲第25番、チャイコフスキーの交響曲第5番と『くるみ割り人形』組曲などをイギリスでレコーディングしている。自らの録音を聞いて、「エンジニアがテンポをいじった！」と疑ったほど、その結果には満足がいかなかったらしい。
ウォルター・レッグなどEMIのプロデューサーからかなりの悪条件でこき使われた、と感じたこともレコード業界不信を助長したが、ホールの音響に左右されるものをマイクの直接音収録で記録するのには限界がある、と悟ったチェリビダッケは以後、極端に録音媒体の発売を嫌い、ごく少数の例外を除いてはレコーディングは行わなかった。別の意味でカラヤンとの録音が比較されるのも意識したと言われている。他の正規録音には、自ら作曲した『秘密の小箱』がある（ドイツ・グラモフォン社録音）。
晩年になると、ソニーなどで演奏会のビデオソフトが発売された。

## 死後
チェリビダッケの死後、「遺族らが、（日本を中心に）音質劣悪な海賊盤が氾濫する現状を憂えている」と称して、未発表の演奏会の録音をドイツ・グラモフォン、EMIからCD化したが、その音源の選定については、膨大な中からのわずかな数に過ぎず、本当に最善の演奏であるかについては意見が分かれた。特にEMIの録音は年代によってもテンポの設定が若干異なるため、チェリビダッケの演奏の全貌を網羅しているというわけではない。

## 作品
作曲家としてのチェリビダッケの作品は『秘密の小箱』以外に3曲の交響曲などがある。近年、故国のルーマニアの青少年管弦楽団などで交響曲が初演され、しばしば再演でも取り上げられている。

## 教育
シュトゥットガルト、ミュンヘン、マインツ、シュレースヴィヒ＝ホルシュタイン、東京、イタリアなどで多数の指揮者講習会やゼミナール・講義・コンクールを持った。また、ほとんどの演奏会の直前のリハーサルは市民や学生のために公開されていたが、ベルリン・フィルに復帰したときの演奏会は関係者以外立入禁止であった。ただし実際は、シュトゥットガルト時代のようにベルリンの指揮科の学生が自由に出入りしていたといわれている。本人へのインタビューによると全世界で3千人の弟子を教えたという。

## 演奏解釈
「音楽は『無』であって言葉で語ることはできない。ただ『体験』のみだ」というのがチェリビダッケの音楽論である。しばしば行われた「音楽現象学」講義には「始まりの中に終わりがある」という思想が貫かれている。
後年チェリビダッケは、フルトヴェングラーから音楽の深遠な洞察のすべてを学んだと語っている。あるとき指揮者がフルトヴェングラーにある曲のテンポ設定について質問したところ、フルトヴェングラーは「それは音がどう響くかによる」と答え、ホールなどの音響を無視してメトロノームの数字だけを元に決められたようなテンポ設定は無意味だということを悟ったという。
彼も多くの巨匠指揮者と同じく、年齢を重ねてテンポは遅くなった。演奏に関しては総じて晩年のテンポが非常に遅い。最晩年のポルトガル・リスボンで演奏されたブルックナーの交響曲第8番は、一般的な演奏時間が約80分のところ105分かかっている。
現代音楽については、レナード・バーンスタインによるピエール・ブーレーズのピアノ・ソナタ評のように真の理解者ではなく、現代音楽の指揮を拒否するトスカニーニと似た路線であった。イタリアのシルヴァーノ・ブッソッティが自分のスコアを見せて音楽のカオスだと説明した際、そんな子供じみた考えの音楽は振りたくないと拒否した経緯がある。とはいえ現代作品に完全に無理解であったわけではなく、新ウィーン楽派以降の無調作品をわずかながらも演奏はしていた。1968年にはミラノでジョルジョ・フェデリコ・ゲディーニの『弦楽三重奏とオーケストラのための対位法』（1962年）の録音に指揮で参加し、1974年にはスイスでシェーンベルクの『管弦楽のための変奏曲』op.31を演奏する他、ルイジ・ダッラピッコラ、ジョルジョ・フェデリコ・ゲディーニ、カルロス・チャベス、ボリス・ブラッハーら同時代の作曲家の作品を取り上げている。